# امامزادگان محمد و ابراهیم
بنای امامزادگان محمد وابراهیم مربوط به دوره زند - دوره قاجار است و در ۱۰ کیلومتری شرق اورمیه، بخش بکشلوچای واقع شده و این اثر در تاریخ ۱۹ آذر ۱۳۷۵ با شمارهٔ ثبت ۱۷۹۶ به‌عنوان یکی از آثار ملی ایران به ثبت رسیده است.